# Parthina
Parthina is een geslacht van schietmotten van de familie Odontoceridae.

## Soorten
- P. linea DG Denning, 1954
- P. vierra DG Denning, 1973